# 야스민 알 부스타미

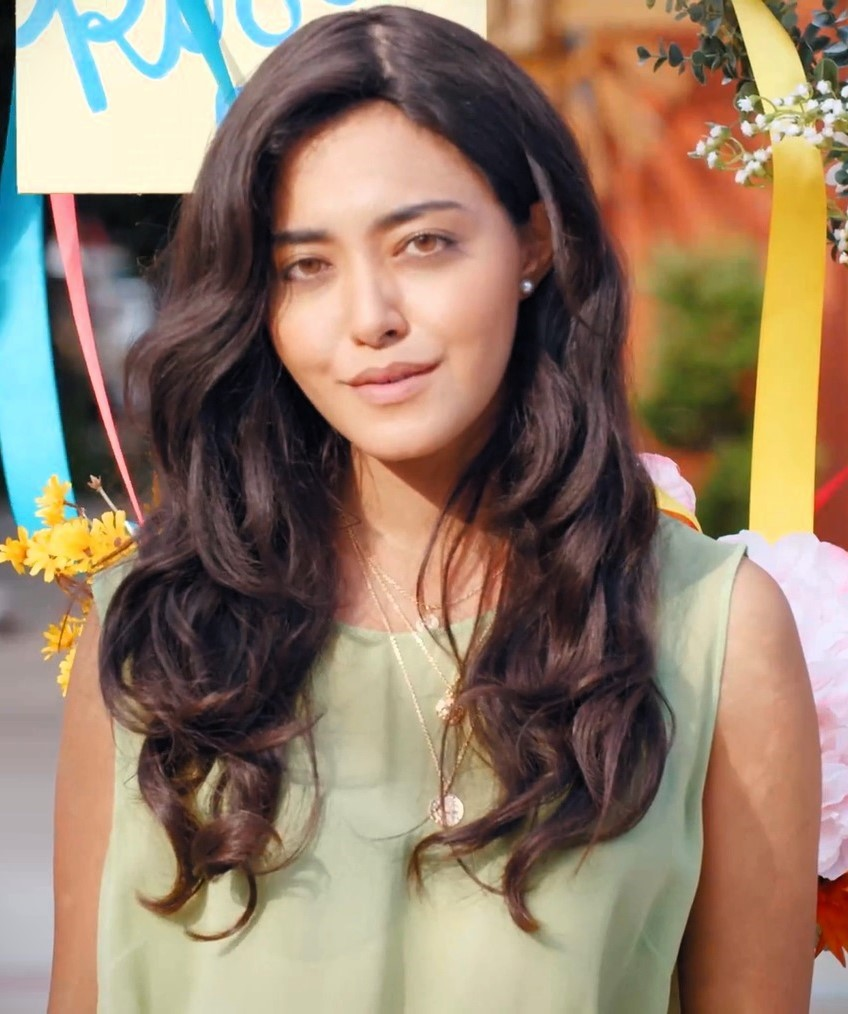

야스민 알 부스타미(Yasmine Al-Bustami, 1993년 11월 6일 ~ )는 미국의 배우, 영화배우, 텔레비전 배우이다.
아부다비에서 태어났으며, 아버지는 팔레스타인 요르단계, 어머니는 필리핀계이다.
던컨빌 고등학교, 텍사스 대학교를 졸업했다. 금융학을 전공했다.
2010년에 데뷔했다. 주요 작품으로는 NCIS: Hawaii, The Chosen, I Ship It, Nashville 등이 있다.

## 영화
- 가질 수 있다면 (2017년)
- 로드 투 페샤와르 (2011년) - 아누세 역